# Psila rozkosnyi
Psila rozkosnyi är en tvåvingeart som beskrevs av Miguel Carles-Tolrá 1993.
Psila rozkosnyi ingår i släktet Psila och familjen rotflugor. Artens utbredningsområde är Spanien. Inga underarter finns listade i Catalogue of Life.